# Dzień zagłady (film)
Dzień zagłady (tytuł oryginalny Deep Impact) – amerykański dramat z roku 1998 w reżyserii Mimi Leder.

## Obsada
- Robert Duvall – Kapitan Spurgeon „Fish” Tanner, USN
- Téa Leoni – Jenny Lerner
- Elijah Wood – Leo Biederman
- Vanessa Redgrave – Robin Lerner
- Maximilian Schell – Jason Lerner
- Morgan Freeman – Prezydent Stanów Zjednoczonych Tom Beck
- Leelee Sobieski – Sarah Hotchner
- James Cromwell – Al Rittenhouse
- Ron Eldard – Oren Monash
- Jon Favreau – Dr. Gus Partenza
- Mary McCormack – Andrea „Andy” Baker
- Blair Underwood – Mark Simon
- Richard Schiff – Don Biederman
- Laura Innes – Beth Stanley
- Kurtwood Smith – Otis Hefner
- Dougray Scott – Eric Vennekor
- Denise Crosby – Vicky Hotchner
- Charles Martin Smith – Dr. Marcus Wolf
- Rya Kihlstedt – Chloe Lerner
- Aleksandr Baluyev – Colonel Mikhail Tulchinsky, VVS
- John Ducey - młody porucznik

## Scenariusz
W kierunku Ziemi zbliża się ogromnych rozmiarów kometa. Wszystko wskazuje na to, że jej zderzenie z Ziemią zniszczy wszelkie formy życia.
Historia jest opowiedziana z czterech punktów widzenia:
Grupy astronautów dowodzonych przez doświadczonego Spurgeona Tannera (Robert Duvall) wysłanych w celu zniszczenia komety lub przynajmniej zmniejszenia skutków jej działania.
Młodej reporterki telewizyjnej Jenny Lerner (Tea Leoni) komentującej na bieżąco wydarzenia z misji, a także skłóconej z ojcem.
Prezydenta USA - Toma Becka (Morgan Freeman) głównie przemawiającego do narodu.
Przeciętnych ludzi oczekujących na katastrofę. Głównymi bohaterami tych epizodów jest dwójka zakochanych w sobie nastolatków - Leo i Sarah (odpowiednio Elijah Wood i Leelee Sobieski).
Przy pierwszej akcji astronautom nie udaje się zniszczyć komety a jedynie podzielić ją na dwie części: mniejszą i znacznie większą, które wciąż mkną ku ziemi. Mniejsza z przodu - jej uderzenie może spowodować wiele zniszczeń co nie doprowadzi jednak do całkowitej destrukcji życia, co jednak uczyni większa. Ostatecznie mniejsza spada na Ziemię do Oceanu Atlantyckiego w pobliżu Ameryki Północnej, co wywołuje olbrzymią falę tsunami. Ta całkowicie niszczy wschodnie wybrzeże Stanów Zjednoczonych, m.in. Nowy Jork (Fala prawdopodobnie miała wysokość ok. 500 metrów, co można stwierdzić, gdy tsunami niszczy wieże World Trade Center. Natomiast w jednej ze scen widać zniszczoną Statuę Wolności). Fala zabija m.in. Jenny i jej ojca oraz rodziców Sarah. Spurgeon obmyśla jednak plan w myśl którego załoga statku kosmicznego poświęca się niszcząc większą. Wszyscy astronauci giną jednak doprowadzają do destrukcji większej części komety. Ziemia zostaje ocalona.